# БМО-Т
БМО-Т (рос. БМО-Т, боевая машина огнеметчиков тяжёлая — бойова машина вогнеметників важка; проєкт «Об'єкт 564») — російський важкий бронетранспортер на базі танка Т-72 для пересування вогнеметників на полі бою. Задній відсік вміщує 7 вогнеметників, які можуть вести вогонь через бійниці, не виходячи з-під захисту броні.

## Загальні відомості
Машина використовує шасі танка, без змін корпусу, крім бойового відділення і даху. Над бойовим відділенням встановлено броньована надбудова коробчатої форми. Результатом такої конструкції є автономна машина вогнеметників з підвищеною захищеністю жилого відділення.
Призначена для використання при боротьбі з добре укріпленими вогневими точками противника. Екіпаж складається з командира, механіка-водія і команди вогнеметників. Саме вогнеметники і є основною вражаючою силою БМВ (на відміну від вогнеметного танка), ведучи вогонь через бійниці, не виходячи з-під захисту броні. Він призначений для перевезення 7 вогнеметників озброєних вогнеметами РПО-А «Шмель», яких у машині розміщується 30 штук.
У передній частині корпуса знаходиться паливний бак об'ємом 347 л, в бортових коробах корпуса розміщуються ще чотири бака на 961 л.

## Бойове застосування

### Російсько-українська війна

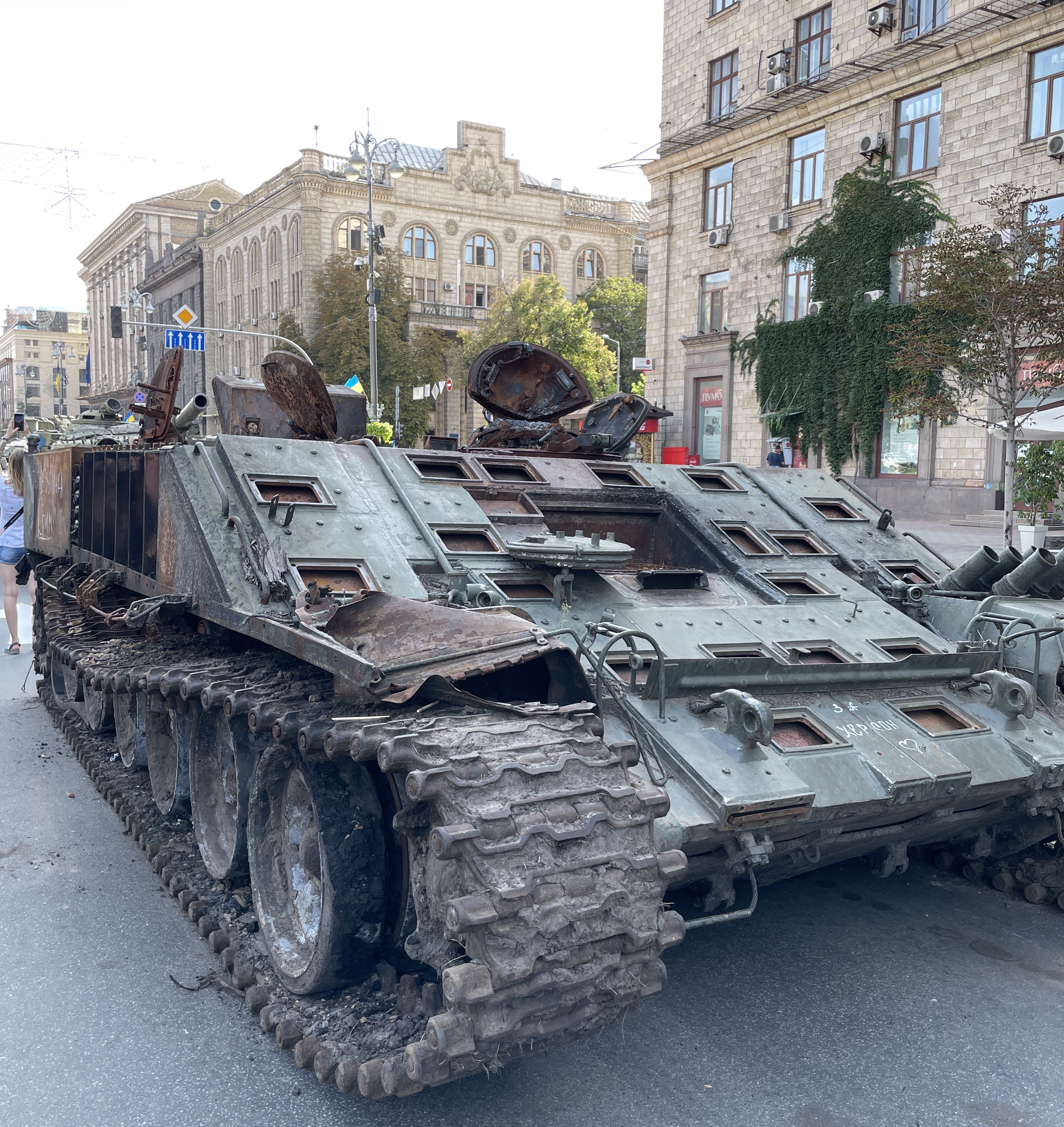
Знищений БМО-Т російських загарбників в Києві у серпні 2022 року

13 квітня 2022 стало відомо, що під час російського вторгнення в Україну знищено БМО-Т. 7 серпня стало відомо про втрату другого бронетранспортера.
Одну з машин у серпні 2022 року було виставлено на центральній вулиці Києва під час святкування Дня Незалежності України. Крім того 15 вересня 2022 року був захоплений українськими військовими один БМО-Т як трофей в Харківській області[джерело?].

## Оператори
- Росія — ~10 одиниць.[2]
  - 1-ша мобільна бригада радіаційно-хімічно-біологічного захисту (місце дислокації — Шихани у Саратовській області);
  - 47-ма танкова дивізія.
- Україна  — 1 одиниця (трофейна)[7].